# Aníbal Nieto Guerra
Aníbal Nieto Guerra OCD (ur. 23 lutego 1949 w Formaselle) – hiszpański duchowny rzymskokatolicki działający w Ekwadorze, w latach 2010–2025 biskup San Jacinto.

## Życiorys
Święcenia prezbiteratu przyjął 8 sierpnia 1982 w zakonie karmelitów bosych. Pracował jako duszpasterz ekwadorskich parafii zakonnych.
10 czerwca 2006 papież Benedykt XVI mianował go biskupem pomocniczym Guayaquil ze stolicą tytularną Tuscania. Sakry biskupiej udzielił mu 22 lipca 2006 ówczesny arcybiskup Guayaquil, Antonio Arregui Yarza.
4 listopada 2009 został mianowany biskupem nowo powstałej diecezji San Jacinto de Yaguachi (od 2015 San Jacinto), zaś 27 lutego 2010 kanonicznie objął urząd.
31 stycznia 2025 papież Franciszek przyjął jego rezygnację z pełnionego urzędu złożoną ze względu na wiek.